# 石抱
石抱，是日本江户时代进行的拷问的一种刑罚。将囚犯的手放在背后捆绑。囚犯袒露出腿部，并跪在十露盤板上（十露盤板为一块有多个三角形的板），其后在大腿上放置一块或多块“伊豆石”（伊豆石长三尺，宽1尺3寸，厚度，重1张12贯）。